# Star Wars: Bounty Hunter
Star Wars: Bounty Hunter es un videojuego de la saga de Star Wars, basado en el personaje de Jango Fett, un cazarrecompensas el cual hace su primera aparición en el episodio II: El ataque de los clones. El juego se desarrolla antes de la relación del personaje con el Conde Dooku, quien lo contrata para asesinar a la ahora senadora de Naboo, Padme Amidala. La trama muestra la historia de Jango Fett en un punto temporal entre la primera y la segunda película, dejando ver al final del videojuego cómo el Conde Dooku le ofrece ser clonado para producir un ejército en el planeta de Kamino.